# Andre Lewis
Andre Lewis (* 12. August 1994 in Spanish Town) ist ein jamaikanischer Fußballspieler auf der Position des Mittelfeldspielers.

## Karriere

### Jugend und Amateurfußball
Lewis begann seine Karriere beim jamaikanischen Verein Cavalier FC. Später wechselte er zu Portmore United FC und wurde dort von Scouts der MLS entdeckt. Daraufhin nahm er am MLS SuperDraft 2014 teil.

### Vereinskarriere
Am 16. Januar 2014 wurde Lewis als siebter Pick in der ersten Runde des MLS SuperDraft 2014 von den Vancouver Whitecaps gewählt. Kurz darauf wurde er in die United Soccer League zu Charleston Battery ausgeliehen. Sein Pflichtspieldebüt absolvierte Lewis am 29. März 2014 beim 2:2-Unentschieden gegen die Richmond Kickers.
Er könnte sich jedoch nicht durchsetzen und spielte im Laufe der Jahre bei etlichen Vereinen der USL Championship.

### Nationalmannschaft
Lewis war Teil des Jamaikanischen Kaders für die U-17-Fußball-Weltmeisterschaft 2011 in Mexiko. Dort erzielte er auch ein Tor.